# Léonidaion
Le Léonidaion (en grec : Λεωνίδαιον, « [endroit] de Léonidas »), est un bâtiment construit en 330 av. J.-C. à l'extérieur de l’Altis, au sud-ouest du sanctuaire d'Olympie. Son nom lui vient de son donateur et architecte Léonidas de Naxos. Il servait d'hôtellerie et accueillait les visiteurs officiels et athlètes. Il a ensuite été remplacé dans cette fonction par la maison des athlètes, bâtie au Ier siècle apr. J.-C., qui servait à l'hébergement des autorités romaines.
Le site du Léonidaion a été dégagé dans les campagnes de fouilles menées par Emil Kunze de 1937 à 1966.

## Reconstitution et plans

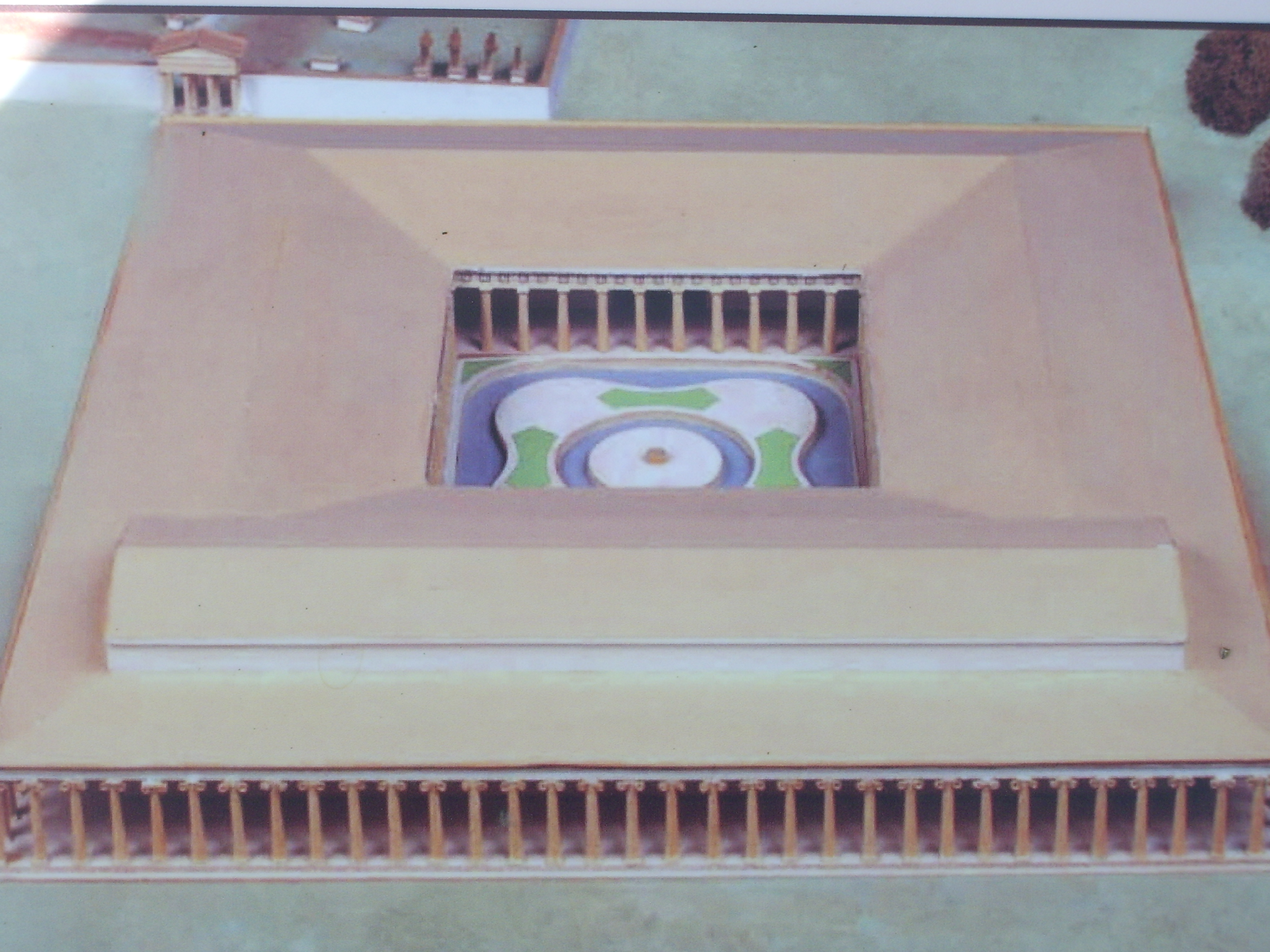
Reconstitution
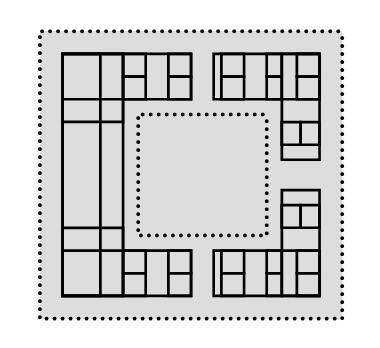
Plan du Léonidaion
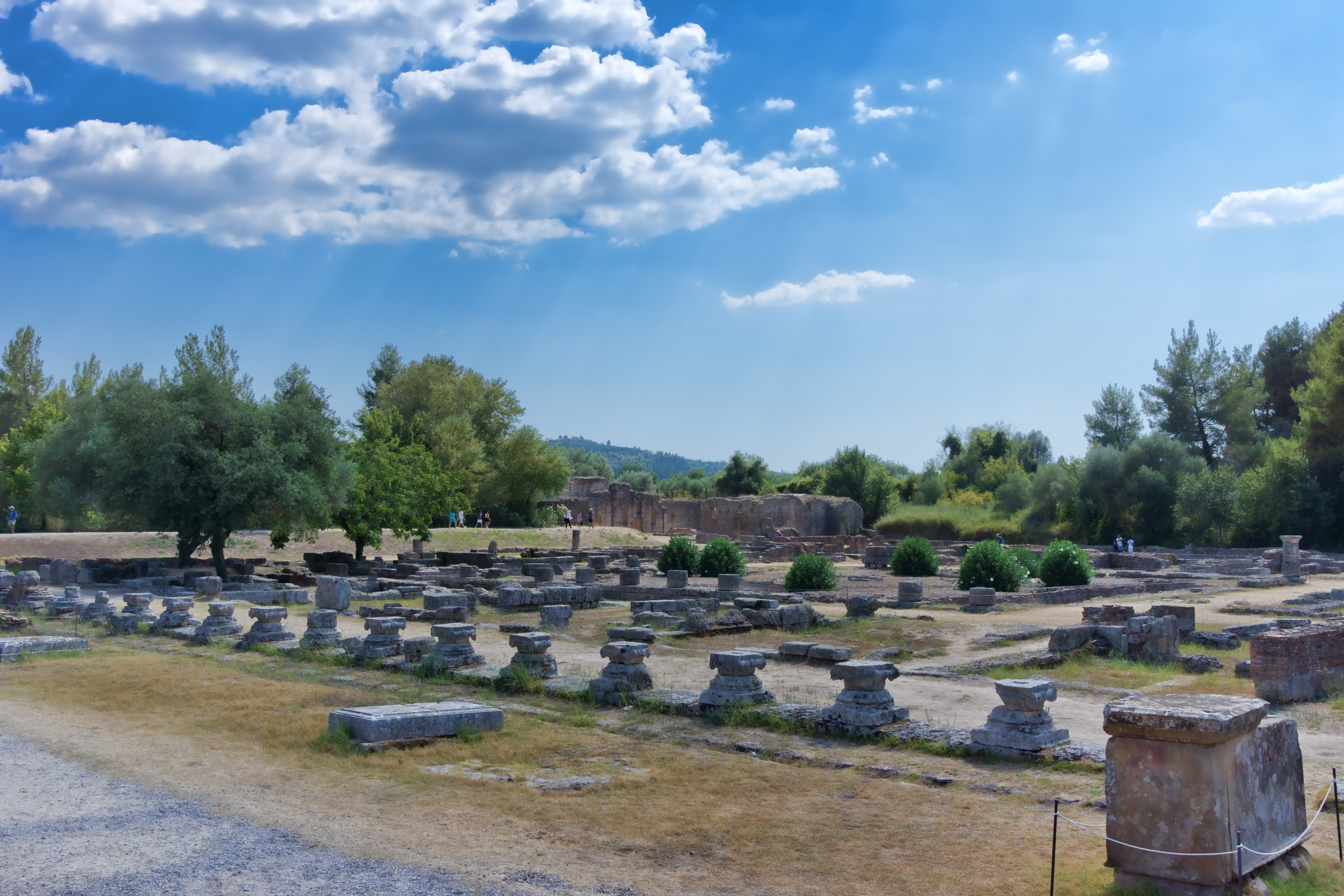
Vue générale